# Domark
Domark Group Ltd. war ein britischer Publisher und Entwickler von Computerspielen mit Niederlassungen in London (Domark Software Ltd.) und San Francisco (Domark Software, Inc.), der von 1983 bis 1995 tätig war. Der Unternehmensname (Firma) ist eine Mischung aus den Gründernamen Dominic Wheatley und Mark Strachan. Ein bekannter Entwickler, der für Domark arbeitete, ist Ian Livingstone.
Bekannte Spiele waren neben dem Textadventure Eureka! (1984), vor allem die James-Bond-Spiele und Lizenzspiele des Unternehmens Tengen (ehemalige Tochter von Atari Games). Ab 1993 wurden die Spiele auch an Spectrum HoloByte lizenziert.
1995 wurde Domark vom britischen Videokompressions-Spezialisten Eidos für 12,9 Millionen britische Pfund übernommen. Zeitgleich übernahm Eidos auch die Entwicklerstudios Simis und Big Red Software. Mit der Verschmelzung dieser vier Unternehmen verlagerte Eidos sein Hauptgeschäftsfeld auf die Entwicklung und Veröffentlichung von Computerspielen.

## Veröffentlichte Spiele (Auswahl)
- 007: Licence to Kill (1989, zum Film Lizenz zum Töten)
- A View to a Kill (1985, zum Film James Bond 007 – Im Angesicht des Todes)
- Live and Let Die (1988, zum Film Leben und sterben lassen)
- Absolute Zero (selbst entwickelter Ego-Shooter, 1995)
- Friday the 13th (selbst entwickeltes Horrorspiel zum Film)
- Marko (selbst entwickelte Jump-'n'-Run-Serie)
- Total Mayhem (selbst entwickeltes Actionspiel, 1996)
- Trivial Pursuit (selbst entwickelte Serie, ab 1986)
- Badlands (Tengen, 1989)
- Battle Frenzy (Shooter, 1994)
- Castle Master (Adventure-Serie ab 1990)
- Championship-Manager (Fußball-Serie, 1992)
- Desert Strike: Return to the Gulf
- Escape From The Planet Of The Robot Monsters (1989)
- Hard Drivin' (Rennspiel-Serie ab 1989)
- Prince of Persia
- Rampart
- Shadowlands (Rollenspiel, 1992)
- AV8B Harrier Assault (Flugsimulator 1992)
- Star-Wars-Arcadespiele
- Taito's Super Space Invaders
- Vindicators (Shoot 'em up, 1988)
- MiG-29M Super Fulcrum (Flugsimulator, 1991, entwickelt von Simis)
- 3D Construction Kit-Serie (Entwicklungssoftware mit Freescape-Engine, entwickelt von Incentive Software)